# Cnobheresburg

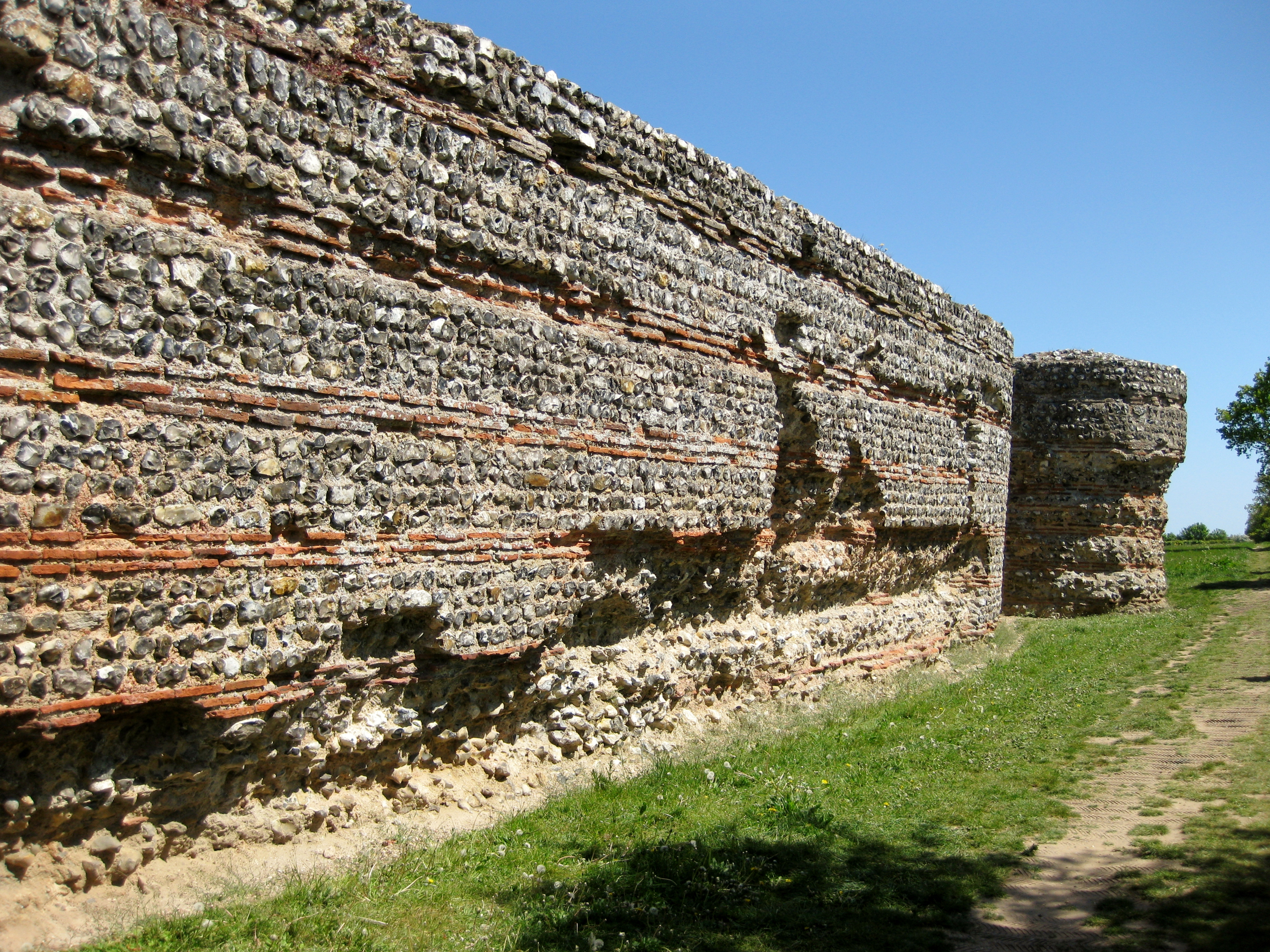
Le fort romain de Burgh Castle est couramment identifié à Cnobheresburg.

Cnobheresburg est un site monastique anglo-saxon du VIIe siècle situé dans le royaume d'Est-Anglie. Il est couramment localisé à Burgh Castle, un village du Norfolk.

## Histoire
D'après l'Histoire ecclésiastique du peuple anglais de Bède le Vénérable, qui s'appuie sur une hagiographie antérieure du moine irlandais Fursy, le roi des Angles de l'Est Sigeberht offre un terrain à Fursy pour y construire un monastère vers 630. Bède précise que « le monastère était agréablement situé dans les bois, non loin de la mer, aménagé dans un château dont le nom est Cnobheresburg en langue anglaise, c'est-à-dire « la cité de Cnobhere » ». Le successeur de Sigeberht, Anna, dote encore davantage ce monastère en terres et en biens. Au bout de quelques années, peut-être vers 643, Fursy décide de se retirer du monde et confie Cnobheresburg à son frère Foillan. D'après la propre hagiographie de ce dernier, le monastère est pillé et détruit vers 650 ou 651 par les armées du roi païen Penda de Mercie, qui contraint Anna à l'exil. L'intervention d'Anna permet cependant à Foillan de s'échapper avec les reliques et les livres qui étaient conservés à Cnobheresburg. Il prend la mer et se réfugie à Péronne, où son frère Fursy est inhumé.

## Localisation
William Camden est le premier à proposer de situer le Cnobheresburg de Bède à Burgh Castle, un village du Norfolk, dans son ouvrage Britannia (1586). Les ruines du fort romain qui s'y trouve pourraient correspondre au « château », castrum en latin, dont parle Bède. Cette identification est reprise par la plupart des historiens ultérieurs. Néanmoins, plusieurs détails suggèrent qu'elle n'est pas exacte. Quand il mentionne « la cité de Cnobhere », Bède parle d'urbs, un terme qu'il n'utilise que pour des sites qui ne sont pas d'origine romaine. D'après l'historien Richard Hoggett, les fouilles menées à Burgh Castle par Charles Green entre 1958 et 1961 n'ont pas permis de trancher la question, malgré la découverte d'un cimetière chrétien datant de la période 650-800.